# سلسلة إندي كار 2012
سلسلة إندي كار 2012 (بالإنجليزية: 2012 IndyCar Series)‏ هو موسم من سلسلة إندي كار. أقيم خلال الفترة 25 مارس 2012 وحتى 15 سبتمبر 2012، وشارك فيه  35 فريقاً، وفاز فيه ريان هنتر-راي.